# Velpker Schweiz
Die Velpker Schweiz ist ein Landschaftsschutzgebiet in der Gemeinde Velpke (Landkreis Helmstedt) in Niedersachsen mit zahlreichen mit Wasser vollgelaufenen Steinbrüchen.
Hier befinden sich Spuren der Erdgeschichte. Auf einem Plateau von Rhät-Sandsteinen sind tiefe Riefen zu sehen, bei denen es sich höchstwahrscheinlich um Gletscherschrammen handelt.
Die Velpker Schweiz ist ein Geopunkt des Geoparks Harz – Braunschweiger Land – Ostfalen und namensgebend für die Landmarke 34 des Geoparks.